# Dixie Dansercoer

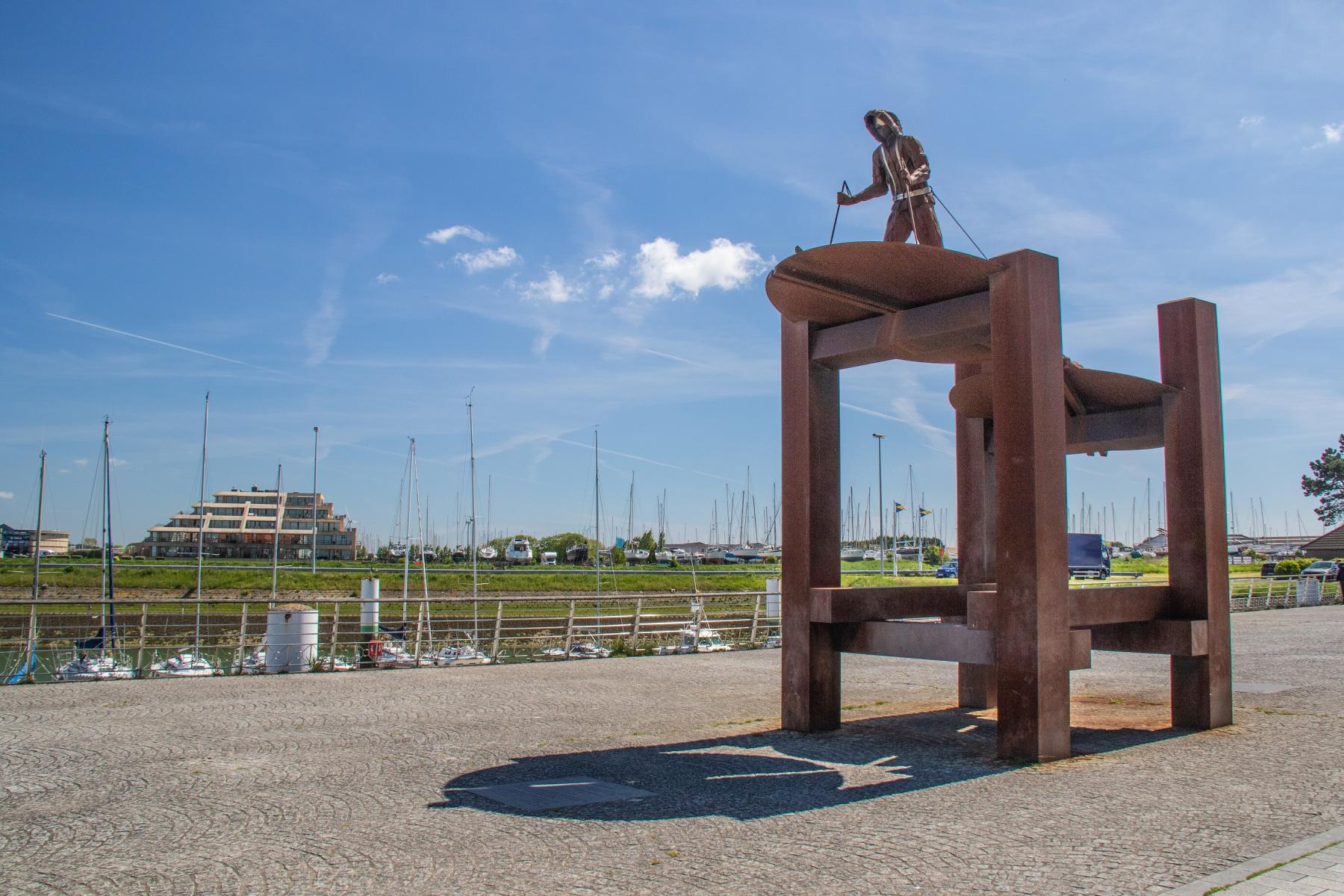
De poolreiziger

Dirk (Dixie) Dansercoer (Nieuwpoort, 12 juli 1962 – Groenland, 7 juni 2021) was een Belgische ontdekkingsreiziger, atleet en fotograaf. Hij vestigde records of behaalde prijzen voor mountainbiken, ultramarathonrennen, windsurfen en zijn expeditiedocumentaires. Hij ondernam meerdere expedities naar Antarctica en het Hoge Noorden.
Zijn bijnaam 'Dixie' dateert uit 1980, tijdens zijn taaluitwisselingsverblijf in de VS.

## Levensloop
Dansercoer, opgeleid als vertaler-tolk, heeft gedurend 13 jaar als steward bij Sabena gewerkt en ontmoette Alain Hubert als bezoeker op een van zijn basiskampen. Samen met Hubert trok hij in 1997-1998 over de Zuidpool. Zij legden in 99 dagen bijna 3932 kilometer af met een powerkite, een record. 
In 2002 trachtte hij met Alain Hubert in 100 dagen het Noordpoolgebied over te steken, een barre tocht van 2400 kilometer. Na dertig dagen waren ze maar 246 km gevorderd, 1303 kilometer verwijderd van de Noordpool. Eén doel konden ze niet meer halen: de volledige oversteek zonder hulp van buitenaf. Ze hadden namelijk maar voor 100 dagen proviand in hun sleden. Later moesten ze, geremd door het brokkelige ijsterrein en open stukken water, ook verzaken aan hun nevendoel: het bereiken van de Noordpool. Hun tocht duurde van 24 februari tot 23 april.
In 2005 zou hij al zwemmend, lopend, peddelend en skiënd de Beringstraat oversteken vanuit Alaska tot in Siberië. Door klimatologische omstandigheden kon hij deze expeditie niet voltooien.
In 2007 maakte Dansercoer – in navolging van de beroemde Belgica-expeditie onder leiding van Adrien de Gerlache – een zeiltocht naar Antarctica.
Dansercoer kwam op 7 juni 2021 tijdens een expeditie in Groenland om het leven na een val in een gletsjerspleet. Daar de plaats van het ongeval uiterst afgelegen ligt, nam de komst van reddingswerkers vier uur in beslag. Na een zoektocht van zes uur staakten deze hun reddingspoging wegens de gevaarlijke omstandigheden. Een zoek- en reddingsteam daalde af in de gletsjerspleet en vond zijn slee op een diepte van 25 meter, maar kon zijn lichaam ondanks een verdere afdaling van 15 meter niet meer vinden. Er werden geen verdere reddingspogingen ondernomen.

## Eerbetoon
Dixie kreeg de titel "Ereburger van Nieuwpoort", zijn geboortestad.  
In Nieuwpoort is er een monument "de poolreiziger" (kunstenaar Freddy Cappon) aan Storms harbor (Paul Orban promenade) in ere aan hem. 
Van dezelfde kunstenaar staat in het Vlaams-Brabantse Huldenberg een standbeeld om Dansercoer te eren. Het bestaat uit een iglo en een inuït. Cappon schonk het aan Dansercoer, die het op zijn beurt aan zijn woonplaats schonk. Het Huldenbergse gemeentebestuur plaatste het monument aan de zijkant van het gemeentehuis om tevens haar engagement voor het klimaat duidelijk te maken. De bescherming van de planeet lag Dansercoer immers na aan het hart.

## Publicaties

### Boeken
- Zwevend over de ijskap (1996)
- De tanden van de wind (1998)
- De kleuren van wit (2000)
- Chaos op het ijs (september 2002)
- Een passie moet je volgen (januari 2003)
- Milestones (EN) (2004)
- Op expeditie naar jezelf: mijlpalen van inspiratie en creativiteit (juni 2004)
- Brainstormen in een iglo: je bedrijf runnen als een expeditie (december 2004)
- Van passie tot missie (september 2004)
- Swept Away: Adrift between Alaska and Siberia (januari 2005) In het Nederlands  bij Lannoo verschenen als  "Op drift tussen Alaska en Siberië"
- antArctica (augustus 2007)
- De diepvriesexpedities van Olli en Eleonora (2008)
- Dixie Dansercoer in the Footsteps of Adrien De Gerlache (mei 2008)
- Het geheim van Antarctica (september 2008)
- Arctic Arc (april 2010)
- Pure Power (maart 2011)
- Polar Exploration: A Practical Handbook (april 2012)
- Antarctic Ice: Beyond the Challenge (september 2012)
- Surpassing Sastrugi (2014)
- Verraad op de basis (2014)
- Paniek aan boord (2015)
- Alarm op Spitsbergen (2015)
- Dreiging op de toendra (2016)
- Ramp op de Noordpool (2017)
- Spanning in Groenland (2017)
- Empowering Outperformance (2018)
- Snowkiting: Freedom of Flow (2019)

### Films
- Au delà du silence (Beyond Silence, 2007)
- In the Wake of the Belgica (2008)[9]
- Ecotone (2009)
- Beyond the Challenge (2013)[10]
- Greenland ICE (2014)

## Eretekens
- Grootofficier in de kroonorde